# دهليز الأذن
دهليز الأذن (بالإنجليزية: Vestibule)‏ هو الجزء الأوسط من التيه العظمي، ويقع متوسطا للجوف الطبلي وخلف القوقعة وأمام النفق الهلالي.

## معرض صور

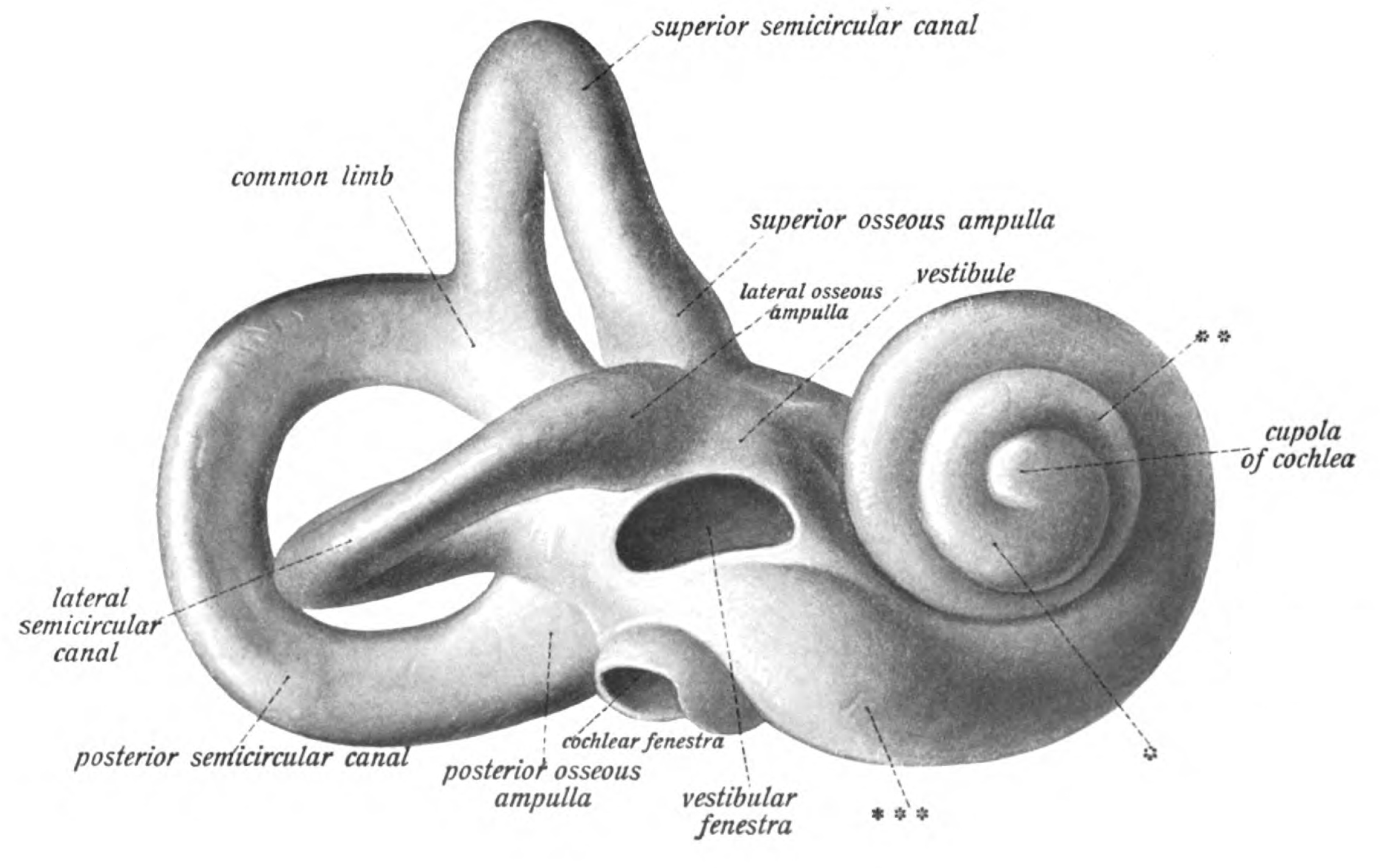
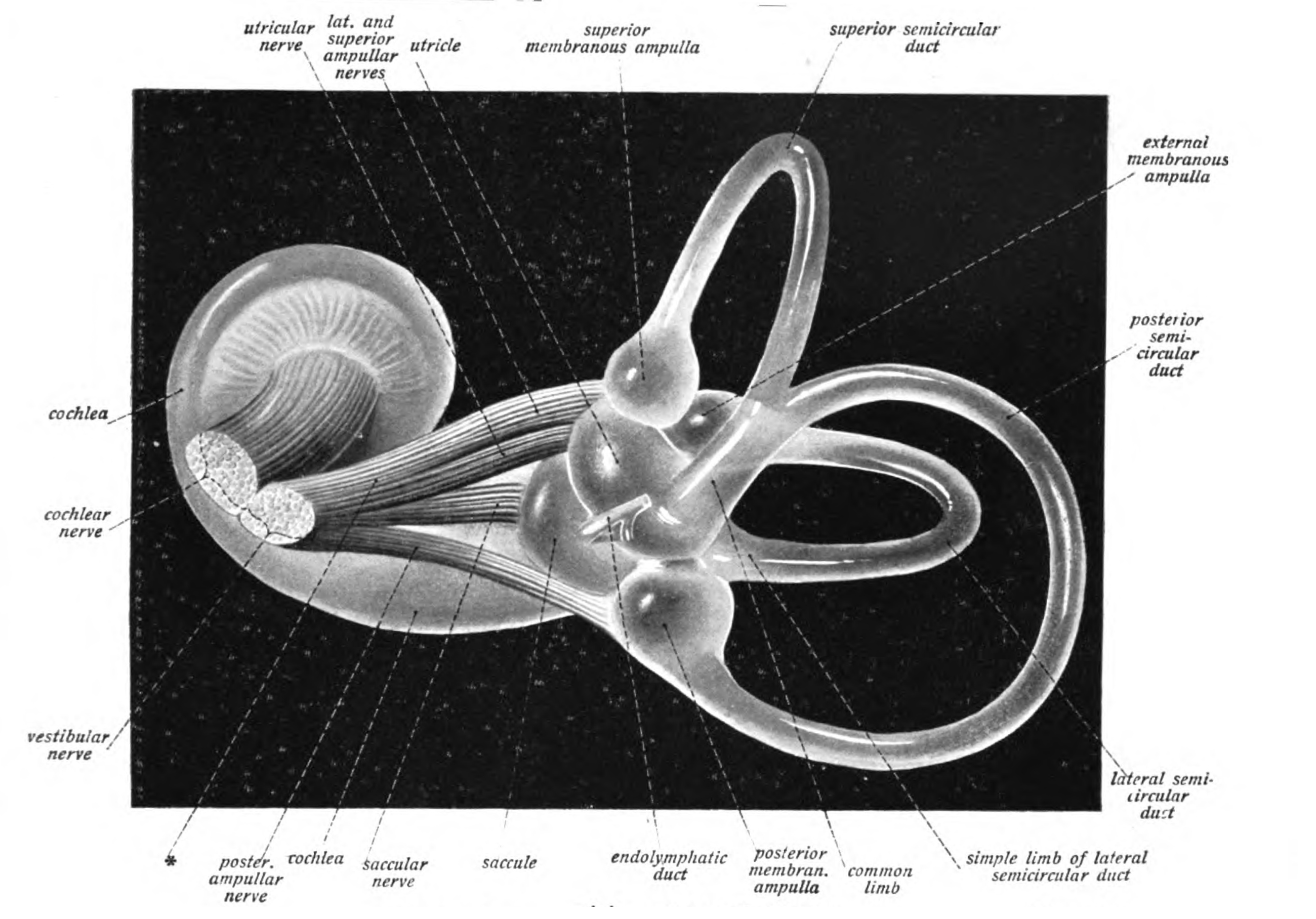
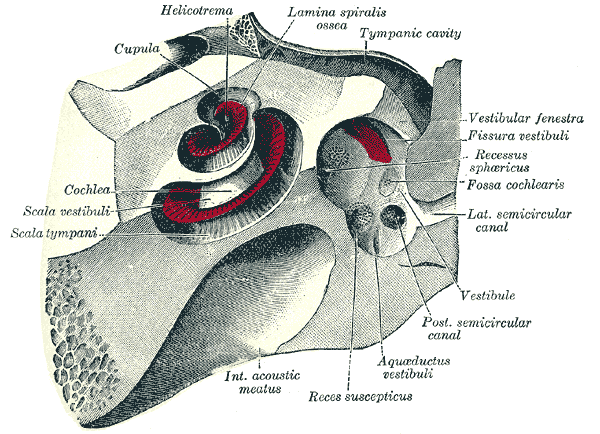
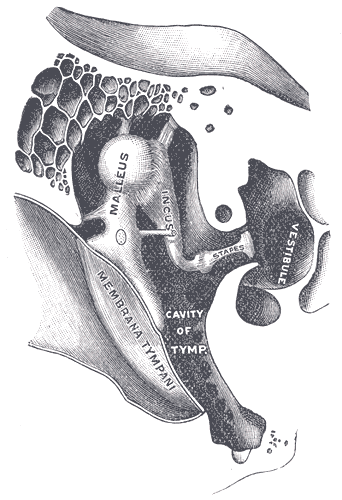